# Głuchów (województwo lubuskie)
Głuchów – wieś w Polsce, położona w województwie lubuskim, w powiecie zielonogórskim, w gminie Trzebiechów. Wieś jest siedzibą sołectwa "Głuchów", w którego skład wchodzi również przysiółek Sadowo.
W latach 1975–1998 miejscowość administracyjnie należała do województwa zielonogórskiego.